# Ахейці

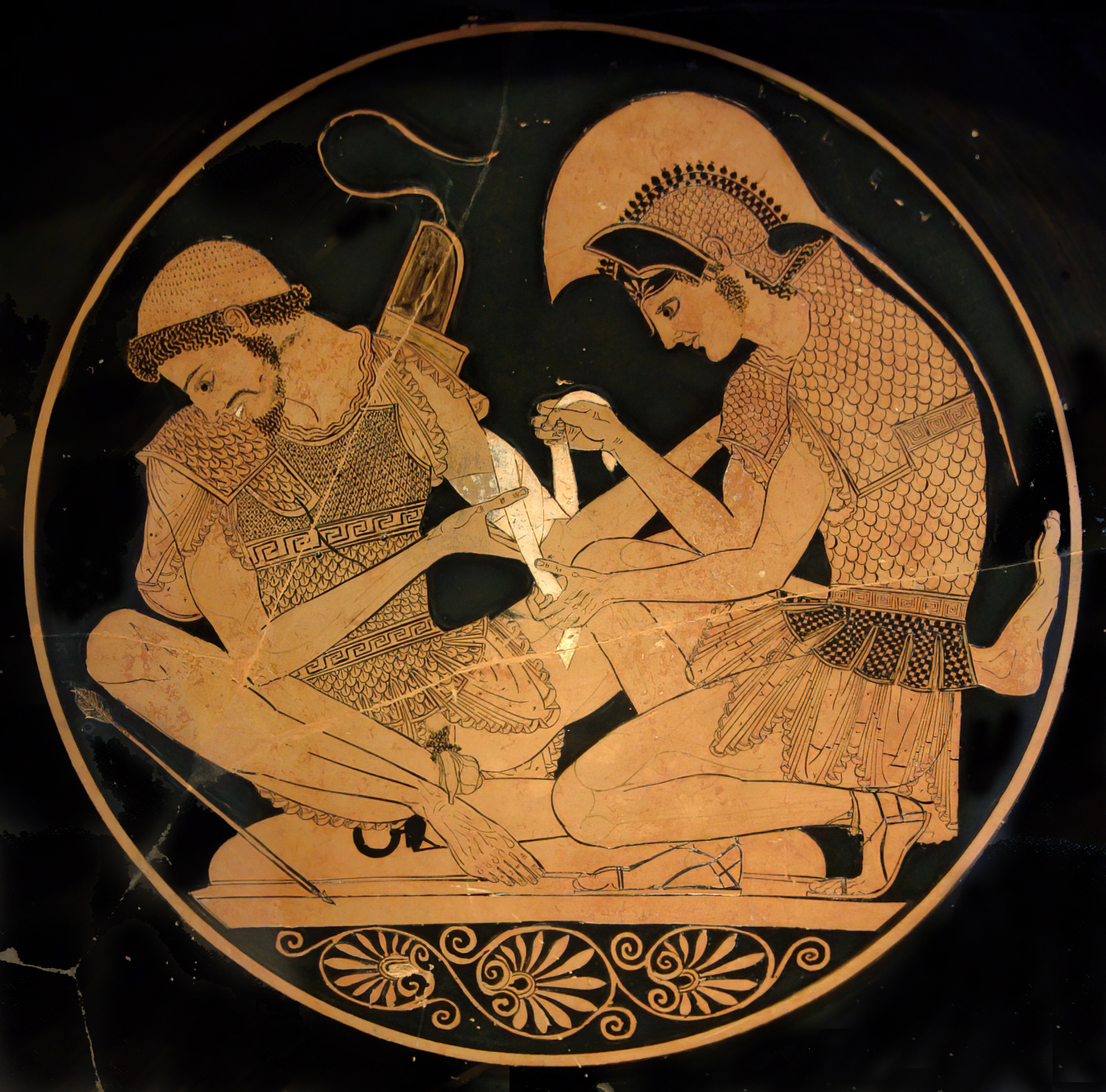
Сцена Троянської війни на червонофігурному кіліксі: ахейські герої Патрокл та Ахіллес, Вазописець Клеофрада, Старий музей в Берліні

Ахе́йці (дав.-гр. ᾽Αχαιοί) — одне з чотирьох основних старогрецьких племен (три інші — іонійці, дорійці та еолійці).

## Походження і міграції мікенської доби
Предки греків спочатку мешкали в районі Придунайської низовини або навіть в степах Північного Причорномор'я, звідки вони мігрували Пієрію та Фессалію (з початку II-го тис. до н. е.), де ахейці відокремилися від загальної маси греків. Разом з іонійцями ахейці спробували зайняти Аттику, але змушені були відступити і зрештою оселилися у Фтіотиді.
Згідно з міфами ахейці походили від Ахея, сина Ксуфова й онука Гелленова. Ахей народився в Аттиці, під час вимушеної еміграції батька, а після його вигнання жив разом з Ксуфом в Егіалеї. Після смерті Ксуфа, разом із спільниками повернувся до Фессалії або ж оселився у Фтіотиді.
Ображені на мешканців Центральної Греції, фтіотидські ахейці лише чекали слушної нагоди помститися кривдникам. Тому охоче приєдналися до походу фригійського царевича Пелопа, склали більшість його війська і після завойовування Пелопом Пелопоннесу розселилися усім півостровом за винятком Аркадії. Серед переселенців міфи називають, зокрема синів Ахея Архандра и Архитела, а також сина Архандра Метанаста.
За повідомленням Павсанія, населення Пелопоннесу, зокрема Арголіди і Лаконіки, і само почало іменувати себе ахейцями, тож ця назва швидко витіснила інші самоназви. Ім'я ахейців взяли собі також Пелоп і його нащадки, бо це «робило» цих володарів з фригійців «справжніми» греками. Арголіди і Лаконії.
У Гомера ім'я ахеян, разом з ім'ям аргивян, зустрічається як загальне позначення греків. В «Іліаді» Гомер також використовує імена аргів'яни (дав.-гр. Ἀργεῖοι) та данайці (дав.-гр. Δαναοί). Серед ахейських героїв Троянської війни найвідомішими є цар Агамемнон, Ахілл, Одіссей, Аякс Теламонід, Менелай, Діомед, Аякс Оїлід.
Ахейці також згадуються в хеттських свідченнях, датованих 14 століттям до н. е.

## Післямікенська доба
Витіснені Гераклідами з Аргоса і Лаконії, після дорійського переселення, ахейці були виведені під проводом Тісамена в названу пізніше за їхнім іменем область Пелопоннесу — Ахайю, яка раніше називалася Іонією або Егіалеєю, а також вони переселились в Малу Азію, на острів Кіпр та інші острови Егейського моря. Також ахейські переселенці склали ядро еолійського населення на острові Лесбос.
Втім за класичних часів ім'я ахейців використовувалося насамперед як позначення мешканців області Ахайя. Ахейці управлялися у своїх дванадцяти полісах царями, нащадками Тісамена, з яких останнім був Огіг. Проте за монархією у них слідувало не панування аристократії, як це зазвичайно відбувалось у грецьких полісах, а помірна демократія. Дванадцять стародавніх міст утворили союз із загальним центром у Егіоні.
У зовнішніх зносинах вони трималися абсолютно нейтральної політики до самої Пелопоннеської війни. Потім, підкоряючись довгий час впливу спартанської політики, вони були втягнуті у Фіванську і Македонські війни. Між тим їхній союз дедалі більше і більше послаблювався, поки нарешті після нападу Деметрія, Кассандра і Антигона його не зруйнували. Союз відновлений у 281 до н. е. з'єднанням чотирьох міст: Діми, Фари, Патри і Тритії, таким чином було покладено початок, так званому, Ахейського союзу, який потім розширився через приєднання до нього інших міст. З 3 століття до н. е. і до римського завоювання у 146 до н. е. ахейці зберігали владу в Ахайї.